# Vlajka Luhanské lidové republiky

Vlajka Luhanské lidové republiky
Poměr stran: 2:3

Vlajka Luhanské lidové republiky je, společně se státním znakem a hymnou, symbolem neuznané republiky, ležící na území ukrajinské Luhanské oblasti.
Podobnou historii má i Doněcká lidová republika, resp. Doněcká oblast.

## Popis
Státní vlajka Luhanské lidové republiky je obdélníkový panel se třemi stejnými vodorovnými pruhy: horní je světlý modrý, prostřední tmavě modrý a spodní červený. Poměr šířky vlajky k její délce je 2:3.
Vlajka je postavena na principu podobné vlajce DLR, s výjimkou horního pruhu je vlajka Ruska opakována. Státní vlajka Luhanské lidové republiky byla vyhlášena 2. listopadu 2014 zákonem o státní vlajce Luhanské lidové republiky.

## Barvy vlajky
Vlajka a barvy Luhanské lidové republiky je definována zákonem o státní vlajce Luhanské lidové republiky.
| Barva | Světle modrá | Tmavě modrá | Červená |
| ----- | ------------ | ----------- | ------- |
| RGB   | 100-200-255  | 0-57-166    | 240-0-0 |
| HTML  | #64C8FF      | #0039A6     | #F00000 |

## Vlajky

Konečná podoba vlajky se znakem bez nápisu
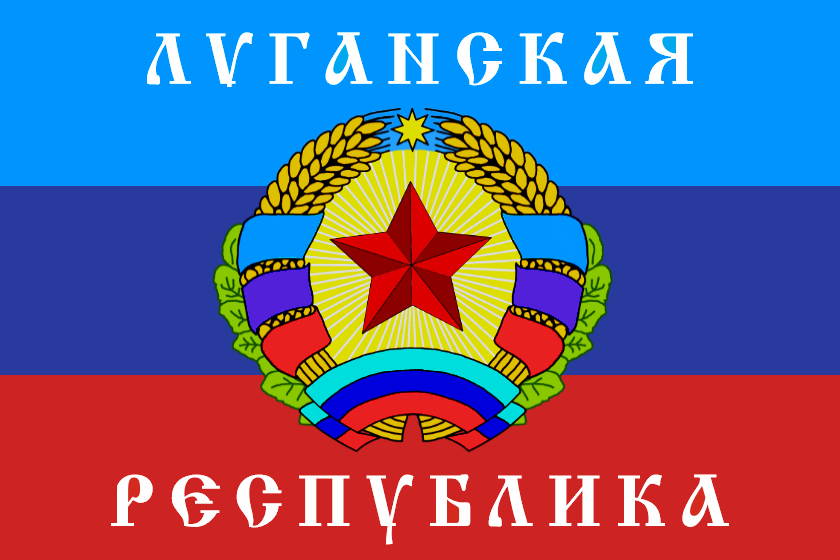
Další vlajka s nápisem a znakem
Vlajka odlišné podoby od 2. listopadu do 26. listopadu konce roku 2014
Další odlišná verze užívaná od 9. května 2014
Odlišná verze od 2. listopadu první poloviny roku 2014
První verze vlajky od 2. listopad první poloviny roku 2014